# Édouard Batiste
 (août 2025).
La mise en forme du texte ne suit pas les recommandations de Wikipédia : il faut le « wikifier ».
Les points d'amélioration suivants sont les cas les plus fréquents. Le détail des points à revoir est peut-être précisé sur la page de discussion.
- Les titres sont pré-formatés par le logiciel. Ils ne sont ni en capitales, ni en gras.
- Le texte ne doit pas être écrit en capitales (les noms de famille non plus), ni en gras, ni en italique, ni en « petit »…
- Le gras n'est utilisé que pour surligner le titre de l'article dans l'introduction, une seule fois.
- L'italique est rarement utilisé : mots en langue étrangère, titres d'œuvres, noms de bateaux, etc.
- Les citations ne sont pas en italique mais en corps de texte normal. Elles sont entourées par des guillemets français : « et ».
- Les listes à puces sont à éviter, des paragraphes rédigés étant largement préférés. Les tableaux sont à réserver à la présentation de données structurées (résultats, etc.).
- Les appels de note de bas de page (petits chiffres en exposant, introduits par l'outil «  Source ») sont à placer entre la fin de phrase et le point final[comme ça].
- Les liens internes (vers d'autres articles de Wikipédia) sont à choisir avec parcimonie. Créez des liens vers des articles approfondissant le sujet. Les termes génériques sans rapport avec le sujet sont à éviter, ainsi que les répétitions de liens vers un même terme.
- Les liens externes sont à placer uniquement dans une section « Liens externes », à la fin de l'article. Ces liens sont à choisir avec parcimonie suivant les règles définies. Si un lien sert de source à l'article, son insertion dans le texte est à faire par les notes de bas de page.
- La présentation des références doit suivre les conventions bibliographiques. Il est recommandé d'utiliser les modèles {{Ouvrage}}, {{Chapitre}}, {{Article}}, {{Lien web}} et/ou {{Bibliographie}}. Le mode d'édition visuel peut mettre en forme automatiquement les références.
- Insérer une infobox (cadre d'informations à droite) n'est pas obligatoire pour parachever la mise en page.

Pour une aide détaillée, merci de consulter Aide:Wikification.
Si vous pensez que ces points ont été résolus, vous pouvez retirer ce bandeau et améliorer la mise en forme d'un autre article.
 (mai 2022).
Si vous disposez d'ouvrages ou d'articles de référence ou si vous connaissez des sites web de qualité traitant du thème abordé ici, merci de compléter l'article en donnant les références utiles à sa vérifiabilité et en les liant à la section « Notes et références ».
Édouard Batiste, né le 28 mars 1820 et mort le 9 novembre 1876 à Paris, est un organiste, professeur et compositeur français.

## Biographie
Fils de Jean-Mathias Batiste (1778-1848), haute-contre à la chapelle impériale de Napoléon 1er, et de Marie Éléonore Lange (1797-1837), oncle de Léo Delibes, Antoine Édouard Batiste entre au conservatoire et à la chapelle royale[Laquelle ?] à 8 ans avant d'être nommé page de Charles X.
Après avoir obtenu deux prix de solfège à 12 ans, il enseigne dès l'âge de 17 ans le solfège au Conservatoire.
Il se voit accorder le second grand prix de Rome avec la cantate Héloïse de Monfort en 1840, alors que François Bazin reçoit le premier grand prix. 
Il est nommé organiste à Saint-Nicolas des Champs à Paris en 1841, et occupe ce poste jusqu’en 1854 ; il devient alors titulaire du grand orgue de l'église Saint-Eustache de Paris et le reste jusqu’à sa mort.
En 1866, il inaugure l'orgue de l'église Saint-Jean de Joigny.
Plus de 350 de ses pièces pour orgue ont été publiées de son vivant, dont plusieurs opus dédiés à des organistes américains, l’op. 27 à Mr. U. C. Burnap et l’op. 28 à Mr. G. W. Morgan de New York, ainsi que l’op. 39 à Mr. Joseph G. Lennon de Boston.
Batiste, selon le témoignage de son élève américain Joseph Lennon (cf. la préface des éditions américaines de ses œuvres)[réf. incomplète], jouait de mémoire les grands préludes et fugues de Bach, les sonates de Mendelssohn, et beaucoup d’œuvres de grande difficulté de l’école allemande. Il était, selon le même témoignage, un improvisateur sachant construire son discours. Et surtout, la conscience du travail bien fait, sa modestie, dictaient sa conduite. À cet égard, sans doute n’y a-t-il pas de portait plus précis que venant de celui (L'abbé Ply, cf. La facture moderne étudiée à l’orgue de St-Eustache)[réf. incomplète] qui avait l’habitude régulière de l’écouter.
Édouard Batiste est inhumé au cimetière du Père-Lachaise (65e division).

## Témoignage de l'abbé Herbst
« 
Batiste ne s'enorgueillit point de la préférence qui lui avait été accordée sur ses rivaux [nomination à Saint-Eustache] ; il n’y vit qu’un motif de travailler davantage encore, pour se rendre de plus en plus digne de l'honneur qui lui était départi et que tant d'autres lui enviaient. Sa modestie et sa passion pour l'étude lui montraient toujours de nouvelles conquêtes à faire dans l'art de l'organiste ; aussi ne se reposa-t-il jamais sur les lauriers que bientôt la renommée lui décerna. Jusqu'à son dernier moment il travailla, persuadé que s'arrêter c'est reculer, et que le plus grand talent finit par descendre jusqu'à la médiocrité quand, confiant en lui-même, il néglige de s'entretenir et de se développer par un travail constant. Comme un prédicateur ne monte pas en chaire sans préparation, il estimait assez ses fonctions pour ne jamais monter à la tribune sans avoir préparé son office. L'accompagnement même de quelques phrases de plain-chant, qui échoient au grand-orgue, était toujours l'objet d'une étude préalable.
C'est, sans doute, de ce travail solitaire que sortirent ses nombreuses compositions pour l'Orgue. Elles se distinguent par une véritable originalité de conception, une correction irréprochable, une savante combinaison d'effets mélodiques et harmoniques, surtout par un caractère éminemment religieux ; enfin, chose assez rare, même parmi les meilleurs ouvrages de ce genre, elles sont, quant à leur genre et à leur longueur, parfaitement appropriées aux parties de l'office auxquelles elles sont destinées. Ses Versets sont aussi variés que les versets des psaumes ou des cantiques qu'ils doivent remplacer; ses Entrées sont empreintes de grandeur et de majesté. Rien n'est pieux comme ses Élévations, rien n'est doux et suave comme ses Communions. Mais c'est dans ses Offertoires (cette partie de l'office où viennent échouer la plupart des organistes), que se manifeste tout le talent de notre compositeur. Au lieu de se livrer aux reprises et aux redites, après quelque motif plus ou moins étranger au sujet principal, selon le procédé trop ordinaire, Batiste, ménager de son idée [sic], l'expose d'abord avec discrétion ; puis il la développe peu à peu, l'embellit, la décore de toutes les richesses qu'elle peut revêtir, jusqu'à ce qu'enfin, comme forcé par elle et impuissant à la contenir, il la laisse éclater dans toute sa splendeur. Les qualités que nous admirons dans ses œuvres écrites se retrouvaient, quoiqu'à un degré inférieur, dans ses improvisations. On lui a reproché une certaine lourdeur comme exécutant. Il faut avouer qu'il ne se livrait point, sur l'Orgue, à ces exercices de virtuosité qui paraissent être aujourd'hui, aux yeux d'un trop grand nombre, le suprême du genre et dans lesquels des organistes dévoyés croient faire preuve d'une supériorité incontestable. Nous accorderons même que son jeu avait un caractère constant de gravité, qui pouvait être pris parfois pour de la gêne et de l'embarras d'exécution. Mais, à tout point de vue, cette lenteur que nous lui avons entendu reprocher, n'est-elle pas préférable à la furia qui emporte, sans rythme, ni mesure, à travers des tourbillons de notes empruntées à toutes les octaves, certains artistes d'ailleurs mieux doués que lui et peut-être aussi plus exercés à cette gymnastique ? Ne s'accordait-elle pas mieux avec la sainte majesté de nos cérémonies catholiques? N'était-elle pas plus digne et de l'Orgue et du temple? […]
Homme de foi, il aimait son instrument, il aimait l'Église, il aimait la majesté des cérémonies auxquelles ses fonctions l'appelaient à concourir. Aussi était-il d'une exactitude rare. Loin d'en prendre à son aise, comme plusieurs titulaires des orgues de la capitale, qui se faisaient suppléer tantôt par l'un, tantôt par l'autre de leurs amis ou de leurs élèves, sous le moindre prétexte, Édouard Batiste quittait tout, et nous l'avons vu quelquefois revenir de l'extrémité de la France, pour se rendre à l'office de Saint-Eustache. La maladie elle-même ne put entraver son zèle. Dans les derniers mois de sa vie trop tôt éteinte, comme le mal, qui devait le conduire au tombeau, lui rendait très pénible l'ascension de l'escalier qui mène au grand orgue, il se faisait apporter à déjeuner à la tribune, entre la messe et les vêpres, de peur de n'y pouvoir remonter pour le second office, s'il en était descendu après le premier.
Nous lui devons encore un hommage pour les services qu'il a rendus à la Facture française. Nul ne s'intéressait plus activement que lui à ses progrès et ne fut plus dévoué aux organiers de mérite. […] Batiste portait dans ces opérations un sens droit, une équité à l'abri de tout reproche, une justesse d'appréciation peu commune et en même temps une indépendance que la bienveillance de son caractère tempérait, sans doute, mais qu'elle n'altéra jamais. La sagacité naturelle de son esprit lui faisait discerner, dans les discussions auxquelles donnent lieu les vérifications d'orgues, la valeur des dires de chaque expert, et souvent d'un seul mot, qu'il trouvait sans effort, il établissait l'état de la question et la résolvait au profit de la vérité et du droit. Il n'est pas rare que les facteurs rencontrent, au sein des commissions appelées à se prononcer sur leurs travaux, des hommes qui, pour des raisons d'amour-propre ou d'intérêt, leur font une opposition systématique et, de parti-pris, dénigrent l'instrument soumis à leur examen. Batiste, avec toute l'autorité qui s'attachait à son nom et l'aplomb que lui donnaient ses connaissances spéciales de la Facture, prenait fait et cause pour le droit et réduisait à néant les objections parfois spécieuses et malignes de ces Zoïles au petit-pied. S'il en était resté quelque chose dans l'esprit des autres membres, quand notre artiste se mettait aux claviers, il avait bientôt fait de dissiper tous les doutes et de gagner tous les esprits à l'orgue et à son auteur. Car il excellait à montrer l'instrument sous toutes ses faces; il savait, avec une rare perfection, en faire valoir la puissance et la délicatesse, l'une après l'autre. Ce talent particulier, joint à sa loyauté et à son expérience, lui a valu d'être appelé fréquemment comme expert, soit par les églises, soit par les facteurs, tant à Paris qu'en province, et même à l'étranger, et partout où il s'est fait entendre, dans ces séances solennelles d'inauguration, il a conquis tous les suffrages et laissé les plus agréables souvenirs.
L'organiste de Saint-Eustache, à même de suivre mieux que personne, grâce aux nombreuses expertises auxquelles il prenait part, les progrès réalisés dans l'art de la Facture, avait compris dès longtemps que son orgue restait en arrière sur les instruments qui, construits plus récemment, avaient pu s'enrichir des inventions nouvelles créées à force de travail par nos artistes contemporains. Il l'avait vu descendre peu à peu du premier rang où l'avait élevé, dans l'opinion des connaisseurs, la perfection relative dont il était doué au moment de sa construction. Nous avons ouï dire que l'orgue de Saint-Eustache avait contribué, pour sa large part, à la réputation de Édouard Batiste. Nous ne nions pas qu'en effet, la célébrité primitive de l'instrument n'ait rejailli sur l'organiste lui-même et ne l'ait mis en lumière au moment où il en prit possession; mais, pour être juste, il faut ajouter que l'artiste rendit à l'orgue, avec usure et pendant plusieurs années, ce que celui-ci lui avait prêté. Car si l'orgue de Saint-Eustache avait toujours été entretenu soigneusement, quant à l'accord, il n'avait reçu aucune amélioration, ni aucune réparation, et il a fallu à Batiste une grande habileté pour conserver à l'instrument sa grande renommée.
Depuis une dizaine d'années un relevage était devenu nécessaire, par suite des altérations qu'immanquablement produit l'usage en toute œuvre humaine, mais surtout dans un orgue, qui est composé d'un si grand nombre de pièces, la plupart fragiles et de si peu de consistance. A Saint-Eustache, ce travail était devenu d'autant plus indispensable que les restaurations faites au gros œuvre du monument avaient accumulé dans toutes les parties de l'orgue une poussière abondante.
D'autre part, les progrès accomplis par la Facture imposaient à une église désireuse de garder sa réputation musicale, la transformation complète de l'instrument.
Batiste sollicitait l'exécution de ces travaux et le vénérable abbé Simon, curé de la paroisse, se promettait de donner satisfaction aux vœux  si légitimes de son organiste bien-aimé, quand éclata la malheureuse guerre, a laquelle succéda bientôt l'abominable Commune. […]
Donc, pendant ces jours néfastes qui éclairèrent tant de crimes, l'église de Saint-Eustache avait perdu son nom et était devenu le club Eustache. Du 5 au 2l mai 1871, on revit, comme en 93, l'abomination de la désolation dans le lieu saint. […]
 [Le] grand-orgue avait été frappé de plusieurs bombes et des obus avaient éclaté à la tribune. Une partie du mécanisme fut endommagée, plusieurs grands tuyaux de la montre et des basses perforés et renversés ; d'autre part, les pompes dirigées vers le beffroi, au moment de l'incendie, avaient inondé la tribune et avarié quelques parties de l'instrument. Lorsque Batiste y  remonta, ce fut un spectacle navrant qui s'offrit à ses regards. Il fit de nouvelles instances pour la réparation immédiate de l'orgue, qui était devenue plus urgente que jamais ; mais il y avait des dépenses plus pressantes et il fallait songer d'abord à l'édifice lui-même. Hélas ! le grand artiste ne devait pas voir son instrument se relever de ses ruines. Atteint d'une de ces affections qui ne pardonnent guère, il mourait le 9 novembre 1876, et ce ne fut que le 22 décembre suivant, après bien des études, que la fabrique accepta le devis de restauration présenté par M. Merklin.
 »

## Catalogue des principales œuvres
- Opus 3 – Offertoire en Ré mineur, extrait du Musée de l’organiste, dédié à son collègue et ami Georges Schmitt, organiste de Saint-Sulpice
- Opus 4 - Deux Communions en (no 1 en Sol Majeur dédiée à mon ami Amédée Méreaux, no 2 en Mi dédiée à mon ami Maillot)
- Opus 5 - Quatre Élévations
  - en La Majeur, dédiée à mon ami Renaud de Vilbac, organiste de l'église Saint-Eugène-Sainte-Cécile de Paris
  - en Ut mineur, dédiée à mon ami Steiger, organiste de l'église Notre-Dame de Vitré
  - en La, dédiée à mon ami Henry, organiste de la cathédrale de Rennes
  - en Si bémol, dédiée à mon ami Klein, organiste de la cathédrale de Rouen
- Opus 7 - Grand Offertoire de Sainte-Cécile en Ut mineur, dédié à Mr D. F. E. Auber
- Opus 8 - Grand Offertoire de Sainte-Cécile en Ré majeur, dédié à mon ami Charles Gounod
- Opus 9 - Grand Offertoire de Sainte-Cécile en Fa mineur, dédié à Mr Ambroise Thomas, membre de l’Institut
- Opus 10 - Grand Offertoire de Sainte-Cécile Fa Majeur, dédié à mon cher Maître et ami, Mr F. Benoist
- Opus 11 – Ave Maria, solo pour Soprano, Ténor ou baryton, dédié à Mr. Archaimbaud
- Opus 13 – Marche du Songe d’une nuit d’été, Symphonie de Mendelssohn Bartholdy, transcrite pour Grand-Orgue, dédiée à mon ami Joseph d'Ortigue
- Opus 14 - Marche triomphale de Ries, transcrite pour l’Orgue, dédiée à mon ami A. Gilbert, organiste de Notre-Dame de Lorette
- Opus 16  - Deux Marches funèbres de F. Chopin et F. Schubert, dédiées à Monsieur Quiévreux, organiste de l’église St-Géry à Valenciennes
- Opus 17 - Deux Marches Héroïques de F. Schubert transcrites pour l’orgue, dédiées à Mr Heinzmann-Vallez, organiste de l’église Notre-Dame à Valenciennes
- Opus 18 - Offertoire en Fa mineur et Élévation en Mi bémol, dédiés à Mme Emilie Ballard
- Opus 19 - Offertoire en Mi majeur et Élévation en La mineur, dédiés au R. P. Girod
- Opus 20 - Offertoire  en La mineur et Élévation en Fa, dédiés à l’abbé Neyrat
- Opus 21 - Offertoire en La bémol et Élévation en Ré mineur, dédiés à M. Paul Lahure
- Opus 22 - Offertoire en Sol et Élévation en Mi bémol, dédiés à M. Boulanger
- Opus 23 - Offertoire (Fantaisie-Orage) en Ut Mineur et Élévation en Mi bémol, dédiés à mon ami Boissier-Duran, organiste de la cathédrale de Bourges
- Opus 24 et 25 - Recueil de 50 pièces d’Orgue faciles en deux livres
- Opus 26 - Offertoire du Saint jour de Pâques sur le Chant de l’O Filii, dédié à mon ami Lefébure-Wély
- Opus 27 à 29 - Trois Offertoires et trois Communions 
  - Opus 27 - Offertoire et Communion, dédiés à mon collègue et ami V. C. Burnap, de New York
  - Opus 28 - Offertoire et Communion, dédiés à Mr. G. Washbourn Morgan, organiste de « Grace Church à New York »
  - Opus 29 - Offertoires et Communions, dédiés à Joseph Merklin, facteur d’orgues
- Opus 30 - Marche des Ruines d’Athènes et Fragment du final de la Symphonie en ut Mineur de Beethoven
- Opus 31 - Communion, Offertoire, Offertoire funèbre, Transcrits des Symphonies en Ut majeur, Ré Majeur et Héroïque de Beethoven, dédiés à Mr Fétis, Directeur du Conservatoire royal de Bruxelles
- Opus 32 - Élévation, Communion, Offertoire, Transcrits des Symphonies en Si bémol, Ut majeur, et Pastorale de Beethoven, dédiés à Mr Fétis, Directeur du Conservatoire royal de Bruxelles
- Opus 33 - Offertoire, Offertoire, Grande Sortie, transcrits des Symphonies en La majeur, Fa majeur et avec chœurs de Beethoven
- Opus 34 – 152 Versets dans tous les tons majeurs et mineurs
- Opus 35 - Grand Offertoire sur un thème de la Sonate op. 47 de Beethoven et Chœur de Judas Macchabée de Haendel transcrit (composés pour la fête de Sainte-Cécile)
- Opus 36 à 41 - Douze Offertoires pour Orgue [il y a deux Offertoires dans chacun des 6 numéros d’opus suivants]
  - Opus 36, dédié à mon élève et ami Monsieur Edward Bowman, organiste à Saint-Louis (Missouri)
  - Opus 37, dédié à Mr. Charles Duvois, organiste de la cathédrale de Moulins
  - Opus 38, dédié à mon élève et ami Edmond Lemaigre, organiste de la cathédrale de Clermont-Ferrand
  - Opus 39, dédié à mon élève et ami Mr. Joseph C. Lennon, organiste à Boston
  - Opus 40, dédié à Mr. le Dr Sparth, organiste du grand Orgue de Town Hall à Leeds
  - Opus 41, dédié à mon élève et ami le capitaine Georges Wallace, chevalier de la Légion d’honneur
- Opus 42 et 43 – 2e Recueil de 50 pièces d’Orgue faciles en deux livres faisant suite au recueil de 50 pièces d’Orgue faciles Op. 24 et 25
- Op. Posthume – Chœur d’Obéron de C. M. von Weber